# 包玉剛
包玉剛（ほう・ぎょくこう、パオ・ユーコン、Sir Yue-Kong Pao、1918年11月10日 - 1991年9月23日）は中国・浙江省寧波生まれで香港を拠点に活動した実業家である。
ワールドワイドシッピング（現：BWグループ）創業者。父は包兆龍。「アジアの海運王」と言われた。香港特別行政区基本法起草委員会の副会長（副主任）を務めた。

## 生涯
1918年、浙江省寧波に中流家庭の三番目の子として生まれる。1931年に漢口に引っ越す。1937年に上海に移動。中国中央信託局に勤務する。1945年には上海市銀行営業部長及び副総経理に就任したが、その後1948年に香港に移住した。
1955年に海運会社・ワールドワイドシッピングを開業。香港上海銀行からの支援もあり、徐々に所有船舶を増やす。1971年には香港上海銀行の取締役となり、その後副頭取となる。1975年には香港大学より名誉博士号を授与された。1977年には1377万トンを超える船舶を保有し、「アジアの海運王」と呼ばれるようになった。
1978年にはイギリスからナイト称号を受勲、日本の勲三等瑞宝章受勲、函館、大阪、佐世保の名誉市民の称号を受ける。1970年より徐々にもともとジャーディン・マセソンの影響下にあった九龍倉集団（The Hongkong and Kowloon Wharf and Godown Company, Limited、香港九龍碼頭及貨倉有限公司）の株式を買収し始め、1980年には傘下におさめる。
彼には4人の娘がおり、長女包陪慶（アンナ・パオ）の夫は彼の海運業を継いだヘルムート・ゾーメン（蘇海文）、次女包陪麗（シシー・パオ）の夫はコーンズ社長の渡伸一郎、三女包陪容（ベッシー・パオ）の夫はウィーロック、ワーフ会長の呉光正（ピーター・ウー）、四女包陪慧の夫は鄭維健（エドガー・チェン）。

## 伝記・関連書籍
- 西原哲也「秘録・華人財閥＝日本を踏み台にした巨龍たち」（NNA、2008年7月）
- 樋泉克夫「華僑烈々―大中華圏を動かす覇者たち」（新潮社、2006年12月）